# Иокогама Флюгельс
«Иокогама Флюгельс» (яп. 横浜フリューゲルス Ёкохама Фурюгерусу, англ. Yokohama Flügels) — бывший японский футбольный клуб из города Иокогама, префектура Канагава. Один из клубов-основателей Джей-лиги. В 1999 году команда была объединена с местными соперниками — «Иокогама Маринос», образовав новый клуб — «Иокогама Ф. Маринос».

## История
Изначально клуб входил в состав All Nippon Airways. Некоторое время он назывался Yokohama TriStar SC, однако Локхидский скандал привёл к тому, что клуб был переименован в ANA, добиваясь повышения в Японскую Футбольную лигу в начале 1980-х годов. В 1984 году клуб вступил во второй дивизион, успешно выступил и вышел в высшую лигу. В 1985 году команда сразу после повышения вылетела из высшей лиги во вторую, однако в 1987 году вернулась и с тех пор не покидала её.
Финальное название клуба было принято после профессионализации Джей-лиги и запрета на то, чтобы в названии команды был спонсор. Слово «Flügel» — немецкое, и означает крыло или крылья. Затем оно было англицизировано до «Flügels».
Несмотря на то, что клуб никогда не выигрывал Чемпионат Японии, он всегда являлся одним из претендентов на завоевание титула да самого конца своего существования. Кроме того, «Флюгельс» дважды выигрывали Кубок Императора, Кубок обладателей кубков Азии и Суперкубок Азии.
В 1998 году Sato Labs объявила о прекращении финансовой поддержки клуба. Однако вместо того, чтобы просто распустить клуб или найти другого инвестора, All Nippon Airways, другой главный спонсор команды, встретился с Nissan Motors, основным спонсором конкурентов «Иокогама Маринос», и объявил, что два клуба Иокогамы объединятся, а игроки «Флюгельс» присоединятся к команде «Маринос».
Хотя буква «F» добавлена к названию нового клуба «Иокогама Ф. Маринос» и призвана обозначать единство двух клубов, сторонники «Флюгельс» не приняли это слияние. Вместо этого клуб болельщиков последовал социальной модели, используемой «Барселоной», и основал футбольный клуб «Иокогама», первый профессиональный японский футбольный клуб, которым владели и управляли его члены.
1 января 1999 года «Флюгельс» выиграл свой финальный матч, финал Кубка Императора 1998 года, против «Симидзу С-Палс» со счетом 2-1. Однако благодаря их слиянию «Симидзу» заняли свое место в Суперкубке Японии 1999 года и в последующем Кубке обладателей кубков Азии.

## Участие вДжей-лиге
| Сезон | Дивизион | Количество команд | Место | Средняя посещаемость | Кубок Джей-лиги  | Кубок Императора | Кубки Азии                               | Кубки Азии |
| ----- | -------- | ----------------- | ----- | -------------------- | ---------------- | ---------------- | ---------------------------------------- | ---------- |
| 1993  | J1       | 10                | 6     | 15 464               | Полуфинал        | Победители       | -                                        | -          |
| 1994  | J1       | 12                | 7     | 19 438               | Второй раунд     | Второй раунд     | -                                        | -          |
| 1995  | J1       | 14                | 13    | 15 802               | -                | Второй раунд     | Победители Кубка обладателей кубков Азии | Полуфинал  |
| 1996  | J1       | 16                | 3     | 13 877               | Групповая стадия | Четвёртый раунд  | -                                        | -          |
| 1997  | J1       | 17                | 6     | 10 084               | Полуфинал        | Финалисты        | -                                        | -          |
| 1998  | J1       | 18                | 7     | 15 895               | Групповая стадия | Победители       | -                                        | -          |

## Достижения

### В Японии
- Кубок Императора: (2) — 1993, 1998

### Международные
- Кубок обладателей кубков Азии: (1) — 1994-95
- Суперкубок Азии: (1) — 1995

## Талисман
Талисманом «Иокогама Флюгельс» была белка-летяга по имени Тобимару. В настоящее время он выставлен в Японском музее футбола после роспуска «Флюгельс». Он носил форму команды и имел голубые и белые крылья. Он также носил шлем авиатора.

## Гимн
Гимн «Флюгельс» представлял собой ремикс и переработку песни Victory японской рок-группы The Alfee.